# Fred Waring
Fred Waring (Tyrone, 9 giugno 1900 – State College, 29 luglio 1984) è stato un musicista statunitense.
Era una personalità della radio e della televisione, definito talvolta "Maestro del canto d'America" e "L'uomo che insegnò all'America come si canta. Fu anche promotore, sostenitore finanziario ed eponimo della Waring Blendor, il primo frullatore moderno sul mercato.

## Biografia
Fredrick Malcolm Waring nacque a Tyrone, nella Pennsylvania, il 9 giugno 1900, da Jesse Calderwood e Frank Waring. Durante l'adolescenza suo fratello Tom (nato Thomas Lincoln Waring; 1902–1960) e il loro amico Poley McClintock fondarono la Waring-McClintock Snap Orchestra, che divenne poi Fred Waring's Banjo Orchestra. La banda suonava spesso a party, promozioni e riunioni danzanti, ottenendo un successo locale.
Waring frequentò l'Università statale della Pennsylvania, dove studiò architettura. Egli aspirava a entrare nel Penn State Glee Club, ma fu respinto a ogni audizione. La sua Banjo Orchestra ebbe un tale successo che egli decise di abbandonare la sua formazione al tour con la banda, che alla fine divenne nota come Fred Waring and His Pennsylvanians.
Sposò Dorothy McAteer, sua fiamma del college, nel 1923 ma i due divorziarono nel 1929. Egli si risposò nel 1933 con Evelyn Nair (1910-2004) e la coppia ebbe tre figli, ma nel 1954 essi divorziarono. I loro figli erano Dixie, Fred Waring Jr. e William "Bill".
Sposò poi Virginia Clotfelter (deceduta nel 2013) e adottò Paul, proveniente dal matrimonio di Virginia con Livingston Gearhart, ed ebbe Malcolm. 
Fred Waring Jr. Era un direttore e un trombonista jazz. Il nipote, Jordan Waring, è un compositore orchestrale.

## Carriera

### Registrazioni e radio
Dal 1923 fino alla fine del 1932, i "Waring's Pennsylvanians" furono tra le bande migliori tra le Victor Records. Verso la fine del 1932, Waring smise improvvisamente di registrare, sebbene la sua banda continuasse a suonare alla radio. Nel 1933, You Gotta Be a Football Hero fu suonata alla radio con grande acclamazione. La sua registrazione del 1930 di Love for Sale di Cole Porter è una delle poche versioni del periodo di questa popolare canzone.
Il programma radiofonico The Fred Waring Show fu trasmesso alla radio in varie forme dal 1933 al 1957.
Aggiungendo un gruppo canoro maschile al suo ensemble, egli ingaggiò Robert Shaw, recentemente fuori dal Pomona College, club corale, per addestrare i suoi cantori. Shaw più tardi fondò la Corale Robert Shaw e diresse l'Orchestra Sinfonica di Atlanta e il Coro. Pembroke Davenport (1911–1985) fu il pianista e arrangiatore di Waring.
Durante la II guerra mondiale, Waring e il suo ensemble comparvero ai rallie dei war bond e intrattenevano le truppe nei campi di addestramento. Egli compose ed eseguì dozzine di canzoni patriottiche, la più famosa delle quali fu My America. Nel 1943, egli acquistò il Buckwood Inn a Shawnee on Delaware, Pennsylvania, e rinominò la località Shawnee Inn. Per promuoverla accentrò le sue attività musicali nella località stessa. Egli creò, provò e trasmise i suoi programmi radiofonici da Shawnee's Worthington Hall per tutti gli anni 1950.

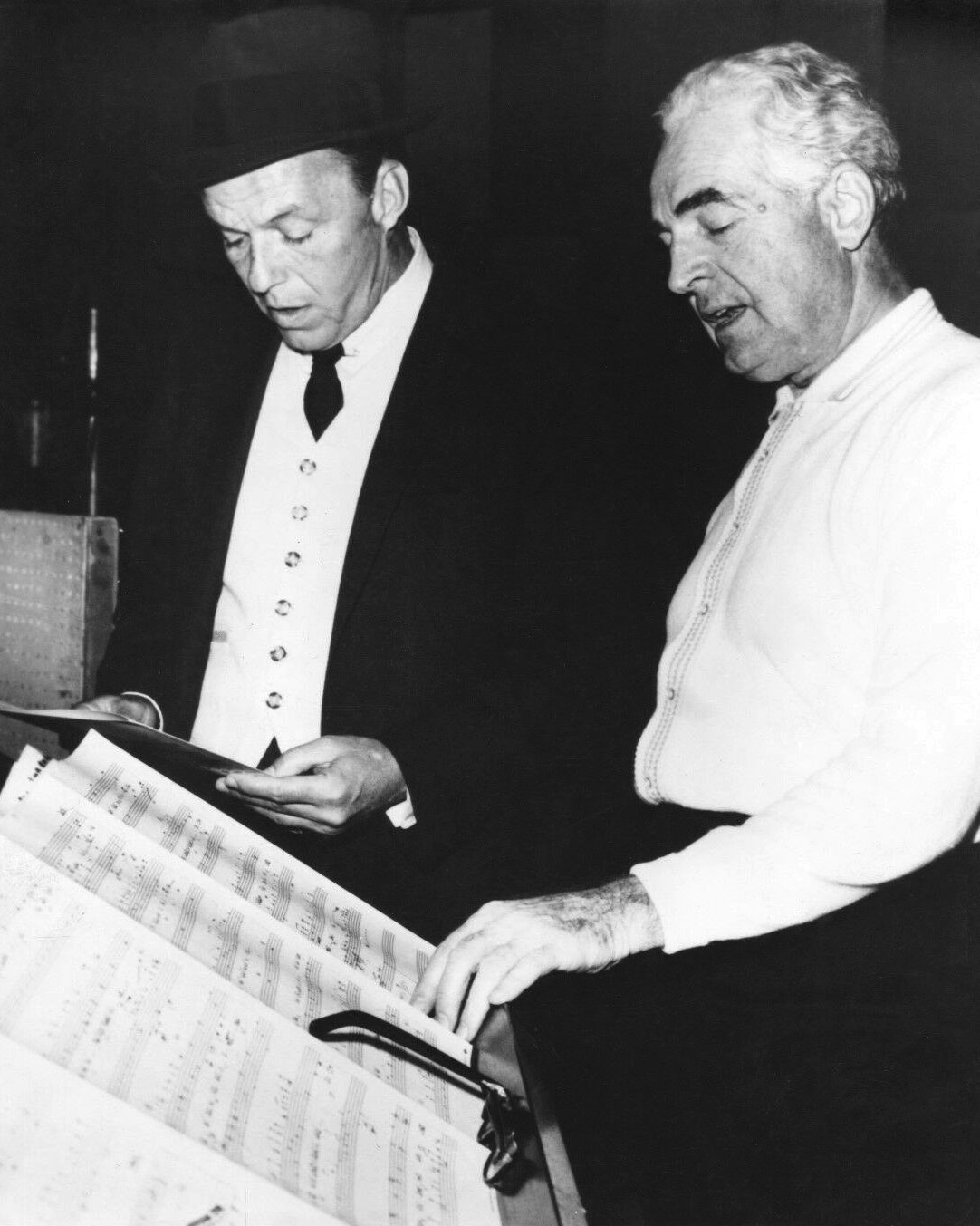
Waring nello studio con Frank Sinatra, 1964

Durante gli anni 1940 e l'inizio dei 1950, Waring e i suoi Pennsylvanians produssero una serie di successi, vendendo milioni di dischi. Tra i vari successi corali vi erano  Sleep, The Battle Hymn of the Republic, Smoke Gets in Your Eyes, Button Up Your Overcoat, White Christmas, Give Me Your Tired, Your Poor e Dancing in the Dark. Nel 1964 registrò due album con Frank Sinatra e Bing Crosby: America, I Hear You Singing e l'album 12 Songs of Christmas (Frank Sinatra, Bing Crosby e Fred Waring), per l'etichetta di Sinatra Reprise.
La canzone, Breezin' Along with the Breeze fu usata come sigla musicale da Fred Waring.

### Workshopscorali
Nel 1947, Waring organizzò il Fred Waring Choral Workshop al suo quartier generale in Pennsylvania nel vecchio Castle Inn al Delaware Water Gap, in Pennsilvania, che era anche la sede della Shawnee Press, la casa editrice musicale che egli aveva fondato. A queste sessioni, i musicisti imparavano a cantare con precisione, sensibilità ed entusiasmo. Quando questi cantanti tornavano a casa e condividevano quanto avevano imparato con altri compagni musicisti, l'approccio di Waring al canto corale si diffuse in tutta la nazione. Il primo Fred Waring Music Workshop nell'ovest degli Stati Uniti si tenne in giugno 1968 come parte della sessione estiva del curriculum dell'Università del Nevada a Reno, Nevada. Waring insegnò e supervisionò questi workshop estivi per 37 anni, fino alla sua morte.

### Televisione
Waring si espanse nella televisione con The Fred Waring Show, che fu trasmesso dalla CBS dal 20 giugno 1948 al 30 maggio 1954 e ricevette parecchi premi come Miglior Programma Musicale. (Lo spettacolo durava 60 minuti fino al gennaio 1952 e 30 minuti successivamente.) Negli anni 1960 e 1970, i gusti musicali popolari abbandonarono la musica corale, ma Waring cambiò con i tempi with, presentando i suoi Young Pennsylvanians, un gruppo di facce nuove, con lunghi capelli, indossanti pantaloni a zampa di elefante, che cantavano vecchi successi e arrangiamenti corali di canzoni contemporanee. In questo modo egli continuò a essere un'attrazione popolare viaggiante, percorrendo qualcosa come 40 000 miglia all'anno.

### Il frullatore di Waring

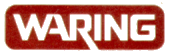
Un marchio usato dalla Waring Corporation negli anni 1970

Negli anni 1930, l'inventore Frederick Jacob Osius andò da Waring per sostenere finanziariamente un frullatore elettrico brevettato di sua invenzione. Il brevetto di Osius (#2,109,501) fu acquisito il 13 marzo 1937 e riconosciuto il 1º marzo 1938.
Dopo un investimento iniziale di $25 000, il frullatore di Waring fu presentato al pubblico al National Restaurant Show in Chicago al prezzo di $29.75. Nel 1938, Fred Waring rinominò la sua Miracle Mixer Corporation in Waring Corporation e il nome del frullatore fu mutato in Waring Blendor (la "o" in blendor lo distingueva leggermente da "blender").
Il Waring Blendor divenne un importante strumento negli ospedali per l'implementazione di diete specifiche, come uno strumento vitale per ricerche scientifiche. Jonas Salk lo utilizzò nello sviluppo del suo vaccino anti-poliomielite. Nel 1954 fu venduto il milionesimo frullatore di Waring.
Waring è ora una divisione della Conair Corporation.

## Decesso
Waring morì di un infarto presso la sua abitazione estiva il 29 luglio 1984, in State College, Pennsylvania, dopo aver registrato un concerto con il suo ensemble e completato la sua annuale sessione corale estiva. Egli diresse molte di tali sessioni al Penn State durante i suoi ultimi anni e nel 1984, designò Penn State come deposito per le sue collezioni di archivi e oggetti degli di ricordo. Egli fu anche fiduciario della sua alma mater  e nominato allievo distinto dell'università.

## Riconoscimenti e onorificenze
Nel 1983, all'ottantatreenne Waring fu riconosciuta la Medaglia Aurea del Congresso, l'onorificenza nazionale più elevata per un civile.
Sebbene molti credano che Waring Commons a Penn State debba a lui il proprio nome, esso è in realtà dovuto a quello di suo nonno, William Waring.
A Long Beach, in California, Fred Waring Drive deve a lui il proprio nome. Un'altra Fred Waring Drive è una delle maggiori arterie nell'area Palm Desert–Indio della California meridionale, dove molte delle strade principali prendono i loro nomi da persone dello spettacolo del periodo successivo alla Seconda guerra mondiale. Waring Drive nel Delaware Water Gap, che corre lungo Castle Inn, base dell'attività di Waring per oltre 50 anni, prese il proprio nome da Waring nel 1991. Il Waring Golf Course a nord di Harrisburg, Pennsylvania, deve il proprio nome a Waring, che ebbe anche un suo interesse nella proprietà. Esso cessò la sua operatività intorno al 1960.
Waring fu il "pastore" (presidente) di The Lambs dal 1939 al 1942.
Nel 1997, una Golden Palm Star sulla Palm Springs Walk of Stars fu a lui dedicata.

## Collezione di fumetti
Waring fu un collezionista di fumetti, vignette e strisce di fumetti. Il salone per incontri del ristorante West Wing a Penn State ha dozzine di fumetti disegnati da artisti quali Al Hirschfeld in onore di Waring.
Dal 1943 al 1974, Waring fu proprietario del Shawnee Inn e del Country Club, un campo da golf a Shawnee nel Delaware, Pennsylvania vicino a Stroudsburg. Nel 1948, due anni dopo la nascita della National Cartoonists Society, Waring invitò i membri di quella organizzazione a trascorrere un giorno al Shawnee Inn. Questo divenne un evento annuale, tenutosi ogni mese di giugno per i successivi 25 anni, producendo una grossa collezione di opere create per Waring dai fumettisti, compresi molti molti disegnati dalla cancelleria di Shawnee Inn. La Collezione Fred Waring ha più di 600 disegni originali.
Tra gli artisti che hanno contribuito alla Waring Collection si annoverano Jay Alan, Alfred Andriola (Kerry Drake), Jim Berry (Berry's World), Charles Biro (Squeeks, Crimebuster, Daredevil), Martin Branner (Denny Dimwit), Ernie Bushmiller (Nancy), Milton Caniff (Steve Canyon), Mel Casson (Jeff Crockett), Chon Day, Steve Douglas, Bill Dyer (Patsy), Gus Edson (The Gumps), Eric Ericson, Gill Fox (Foodini). Frank Godwin (Rusty Riley, Patty Miles), Irwin Hasen (Dondi), Jeff Hayes (Silent Sam), Art Helfant (Patty Pinhead), Bill Holman (Smokey Stover), Stan Kaye, Bil Keane (Family Circus), Jeff Keate, Reamer Keller, Ted Key (Hazel), Lank Leonard (Mickey Finn), Jack Markow, Jay McArdle, Bill McLean (Double Trouble), Paul Norris (Jungle Jim), Bob Oksner (Leave It to Binky), Russell Patterson (Mamie), Clarence D. Russell (Pete the Tramp), Don Trachte (Henry) e George Wunder (Hotshot Charlie).